# Роб Шнајдер
Роберт Мајкл Шнајдер (енгл. Robert Michael Schneider; 31. октобар 1963) амерички је глумац, комичар, сценариста и режисер.

## Биографија
Шнајдер је рођен у Сан Фанциску, од оца Марвина Шнајдера и мајке Пилар Монро. Одрастао је у предграђу Сан Франциска које се зове Пацифика. Са мајчине има европско и филипинско порекло, док са очеве јеврејско. Матурирао је на Terra Nova High School, 1981. године.
Његова каријера почиње након завршетка високе школе, а наступао је у ноћним клубовима као што су: Holy City Zoo и Other Café. Био је и регуларни гост на локалном радију у Пацифики. Касније игра у познатим филмским комедијама као што су: Жиголо, Животиња, The Hot Chick, и 50 првих пољубаца. Највише сарађује са глумцем Адмамом Сандлером, са којим је глумио у чак 7 филмова.

## Приватни живот
Шнајдер са бившом манекенком Лондон Кинг има ћерку, Ел Кинг, рођену 1989. године, која је музичарка.
Године 1996. основао је фондацију “Rob Schneider Music Foundation”, која је плаћала плате професорима музичког и обезбеђивала потребна средства за школу у месту Пацифик у Сан Франциску.
Једно време је био и сувласник ноћног клуба у Сан Франциску.
Године 2011. оженио се филмском продуценткињом Патрицијом Арс, са којом је добио две ћерке Миранду и Меделајн.

## Филмографија
| Улоге Роба Шнајдера |                                  |                |                           |          |
| Година              | Српски назив                     | Изворни назив  | Улога                     | Напомена |
| 2010.               | Маторани                         |                | Роб Хилард                |          |
| 2006.               |                                  |                |                           |          |
| 2006.               |                                  |                |                           |          |
| 2006.               |                                  |                |                           |          |
| 2006.               |                                  |                |                           |          |
| 2005.               | Ђус Бигалоу: Европски жиголо     |                |                           |          |
| 2005.               |                                  |                |                           |          |
| 2004.               | Пут око света за 80 дана         |                | скитница из Сан Франциска |          |
| 2004.               | 50 првих пољубаца                |                |                           |          |
| 2002.               | Пиленце                          | The Hot Chick  |                           |          |
| 2002.               |                                  |                |                           |          |
| 2002.               | Господин Дидс                    | (Mr. Deeds)    |                           |          |
| 2001.               | Животињски инстинкти             | (The Animal)   |                           |          |
| 1999.               |                                  |                |                           |          |
| 1999.               | Ђус Бигалоу: Мушки жиголо        |                |                           |          |
| 1998.               | Паклени удар                     | Knock Off      |                           |          |
| 1998.               | Водоноша                         | (The Waterboy) |                           |          |
| 1998.               |                                  |                |                           |          |
| 1996.               |                                  |                |                           |          |
| 1996.               |                                  |                |                           |          |
| 1995.               | Судија Дред                      | (Judge Dredd)  |                           |          |
| 1993.               |                                  |                |                           |          |
| 1993.               |                                  |                |                           |          |
| 1993.               | Разбијач                         |                |                           |          |
| 1992.               | Сам у кући 2: Изгубљен у Њујорку |                | Седрик                    |          |
| 1991.               |                                  |                |                           |          |

### Познати глумци са којима је сарађивао
- Адам Сандлер (Водоноша, Big Daddy, Животиња, Господин Дидс, The Hot Chick, 50 првих пољубаца, The Longest Yard)
- Дру Баримор (50 првих пољубаца)
- Силвестер Сталоне (Судија Дред)
- Арманд Асанте (Судија Дред)